# Baskervilla colombiana
Baskervilla colombiana är en orkidéart som beskrevs av Leslie Andrew Garay. Baskervilla colombiana ingår i släktet Baskervilla och familjen orkidéer. Inga underarter finns listade i Catalogue of Life.